# Ma Cao thuộc Bồ Đào Nha
Ma Cao thuộc Bồ Đào Nha là một lãnh thổ thuộc địa của Vương quốc Bồ Đào Nha (sau là Cộng hòa Bồ Đào Nha) ở Trung Quốc từ năm 1557 đến năm 1999.

## Chiến tranh Nha phiến(1839 - 1842)

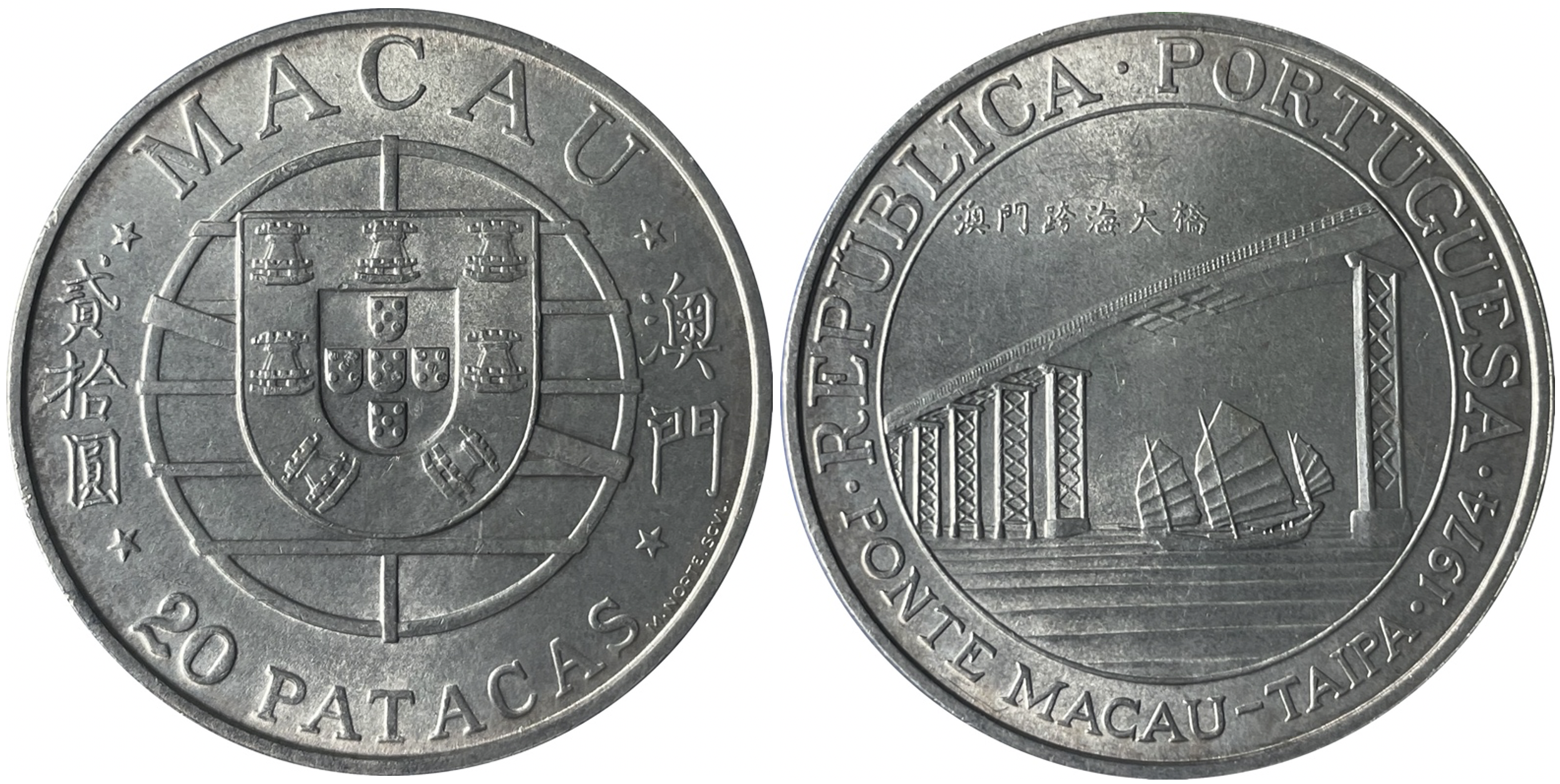
Xu bạc: 20 Patacas đúc dưới thời Macau thuộc Bồ Đào Nha - 1974

Lợi dụng việc Anh gây ra Chiến tranh Nha phiến với triều đình Mãn Thanh (1839 - 1842), chính phủ Vương quốc Bồ Đào Nha chiếm đóng đảo Đãng Tử và Lộ Hoàn vào 1851 và 1864. Theo đó, triều đình Nhà Thanh nhượng lại vĩnh viễn Ma Cao cho Bồ Đào Nha, và họ sẽ không phải trả lại thuộc địa cho Trung Quốc nếu không có giao dịch với Trung Quốc.

## Chiến tranh Thế giới thứ hai (1939 - 1945)
Trong Chiến tranh thế giới thứ hai, Nhật Bản chấp nhận sự trung lập của Bồ Đào Nha trong cuộc chiến nên không chiếm đóng Ma Cao.

## Sau Đệ nhị Thế chiến
Năm 1974, chính phủ độc tài bị lật đổ ở Bồ Đào Nha. Năm 1976, chính phủ mới đã khẳng định Ma Cao là lãnh thổ của Trung Quốc nhưng nằm dưới quyền quản lý tạm thời của Bồ Đào Nha.

## Trao trả nhượng địa
Tháng 6 năm 1986, Bồ Đào Nha và Trung Quốc khởi đầu đàm phán về vấn đề lãnh thổ Ma Cao. Theo đó, Bồ Đào Nha trao trả Ma Cao cho Trung Quốc, ngược lại Trung Quốc phải cho Ma Cao Hưởng mức độ tự trị cao trong 50 năm kể từ ngày trao trả (1999-2049). Thỏa thuận được ký kết dẫn đến việc Bồ Đào Nha chuyển lại quyền quản lý Ma Cao cho Trung Quốc vào ngày 20 tháng 12 năm 1999.